# Birgitte Victoria Svendsen
Birgitte Victoria Svendsen, född den 14 december 1957, är en norsk skådespelerska.
Hon var anställd vid Rogaland Teater 1980-1982 och 1986-1990, Fjernsynsteatret 1982-1984, Riksteatret 1984-1986 och Oslo Nye Teater sedan 1990. Hon var en strålande Hermione i Shakespeares En vintersaga på Oslo Nye Teater/Centralteatret 1990. Vidare har hon haft titelrollen i Yerma av García Lorca och stora roller i Bertolt Brechts Den goda människan i Sezuan, Arthur Millers En handelsresandes död, Erlend Loes Tatt av kvinnen och John Pielmeiers Voices in the Dark. Somrarna 1993 och 1994 spelade hon Aurelia i Henrik Ibsens Catilina vid Agder Teater. Hon hade en av huvudrollerna i Petter Vennerød och Svend Wams film Drømmeslottet (1986) och i tv-serien Ved kongens bord (2005). Hon spelade också Janne Langangen i tv-serien Hotel Cæsar (2013).
2009 tilldelades hon Heddaprisen för bästa kvinnliga huvudroll för sin tolkning av Mary Tyrone i Lång dags färd mot natt på Teatret Vårt.